# Baya

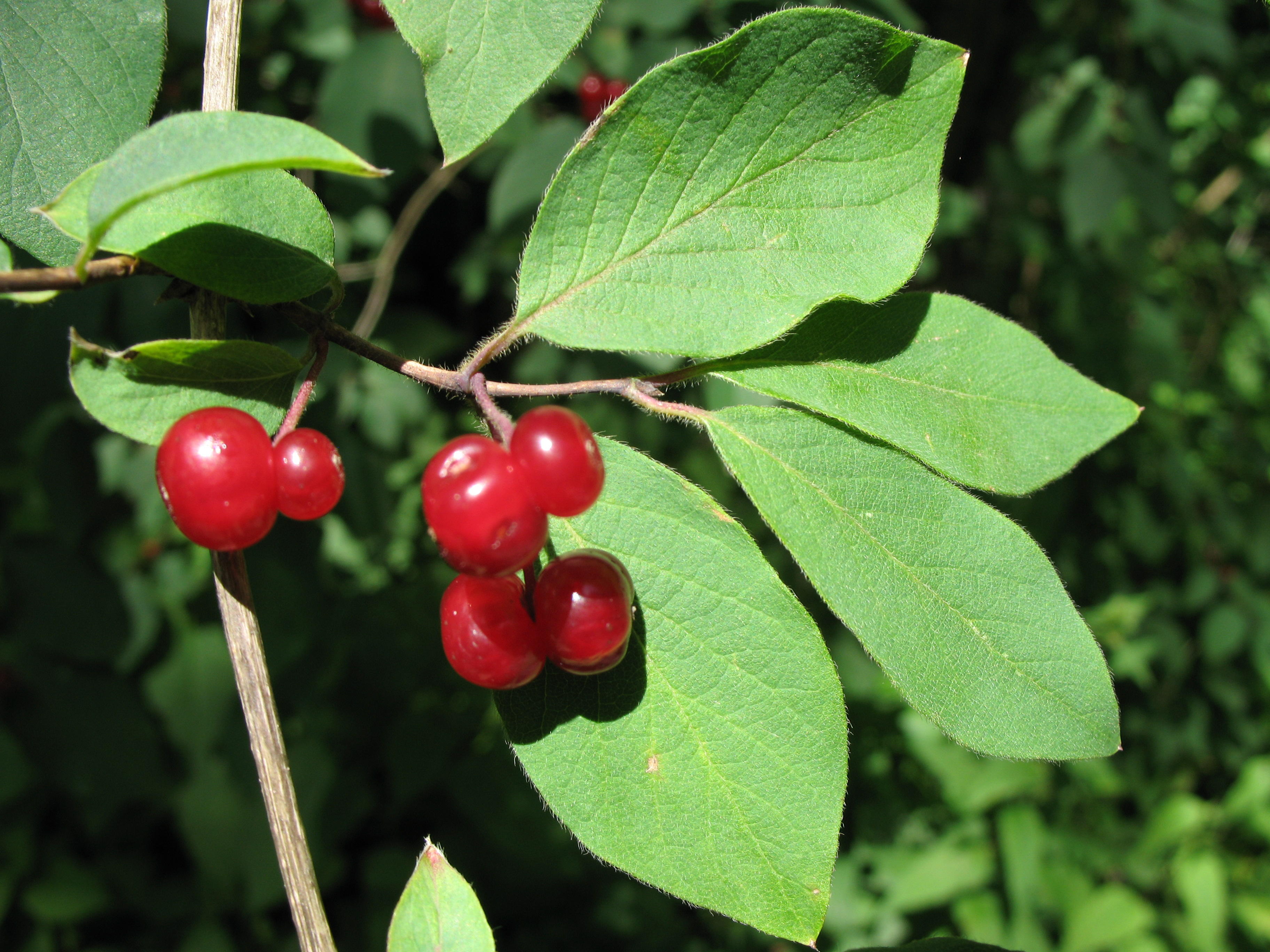
Las bayas de madreselva pilosa, las cuales crecen de dos en dos, provocan vómitos si son ingeridas.

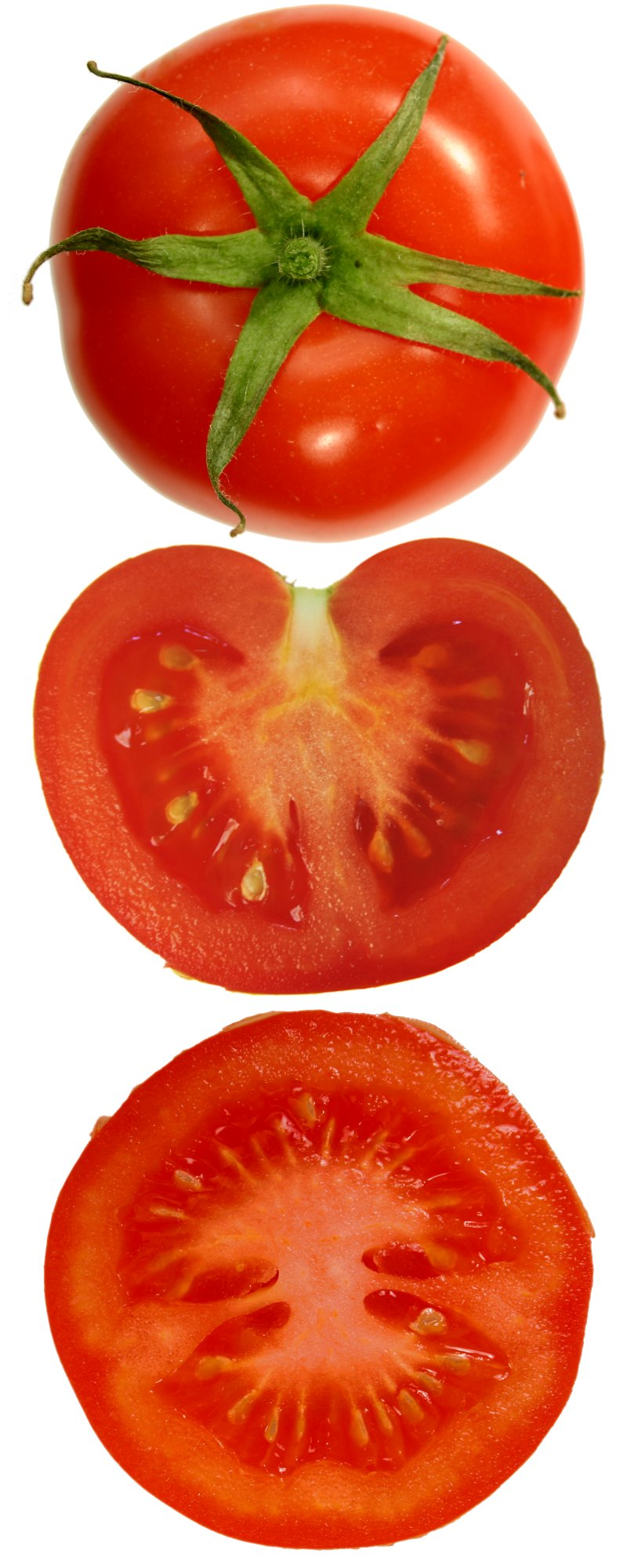
El tomate es un ejemplo de baya. El endocarpio es jugoso y el mesocarpio es la pulpa gruesa.

En botánica, una  baya es el tipo más común de fruto carnoso simple, en el cual la pared entera del ovario madura, generalmente, en un pericarpio carnoso y comestible. En la definición más estricta del término el ovario es súpero en estas flores. Tienen uno o más carpelos dentro de una cubierta fina, los interiores muy carnosos, y las semillas dispersas en la pulpa. 
Existen también bayas múltiples, o polibayas, que son sincarpos como, por ejemplo, las chirimoyas (Annona cherimola y otras especies del género).
Las bayas particulares de la familia de las cucurbitáceas (sandía, melón, pepino, calabazas), son de ovario ínfero, además de la marca del pedúnculo el fruto posee la cicatriz que dejaron las piezas florales al caerse en el otro extremo de la baya, y el exocarpio y el sector del mesocarpio más cercano al exterior se endurecen en un armazón (shell) o cáscara que permite el almacenamiento del interior tierno por meses a un año. La baya de las cucurbitáceas se llama pepónide, son comunes las variedades cultivadas seleccionadas para que la cáscara sea menos dura y fácil de manipular.
Las calabazas, en la acepción original del término, son bayas con cáscara tan endurecida que no solo permite la conservación del interior tierno por uno a más años, sino que también  se puede utilizar vaciada con fines no alimenticios, como utensilios de cocina, en instrumentos musicales, artesanías, etc. Las calabazas conocidas pertenecen tanto a las cucurbitáceas (Lagenaria, variedades de Cucurbita) como a las bignoniáceas (Crescentia, Amphitecna). En algunas regiones el término se extendió para designar variedades seleccionadas con cáscara no tan dura y no utilizable con fines no alimenticios, que se puede cortar con cuchillo de cocina y que conserva el interior carnoso por un año: el resto de las variedades de Cucurbita, y Benincasa.
Ejemplos de bayas son la uva y el tomate, pero muchas otras frutas comunes se consideran botánicamente como bayas: los hesperidios como naranja y  limón son bayas modificadas; el caqui, la berenjena, la guayaba, y el pimiento son consideradas como bayas también.
En las especies de plantas con un ovario ínfero, el tubo floral puede madurar junto con el ovario, creando una fruta accesoria que en su día fue llamada seudobaya o baya falsa, términos que actualmente no se utilizan, llamando también baya a las de ovario ínfero. Se incluyen en esta categoría el plátano, la grosella espinosa, el arándano y los pepónides (el pepino, la calabaza, la sandía, el melón) entre otros.
Muchas bayas son pequeñas, jugosas, brillantes, y de un color que contrasta con el fondo para ser más fáciles de visualizar por los animales que las dispersan, esta estrategia es muy común no solo en bayas sino en otros tipos de frutos.
En idioma español baya no es lo mismo que fruta del bosque. Debe tenerse cuidado porque en muchos otros idiomas la misma palabra se refiere a ambos conceptos; por ejemplo, las uvas son bayas pero no frutas del bosque, las fresas son frutas del bosque pero no bayas, y las grosellas son ambos tipos de frutos.

## Evolución y significado filogenético

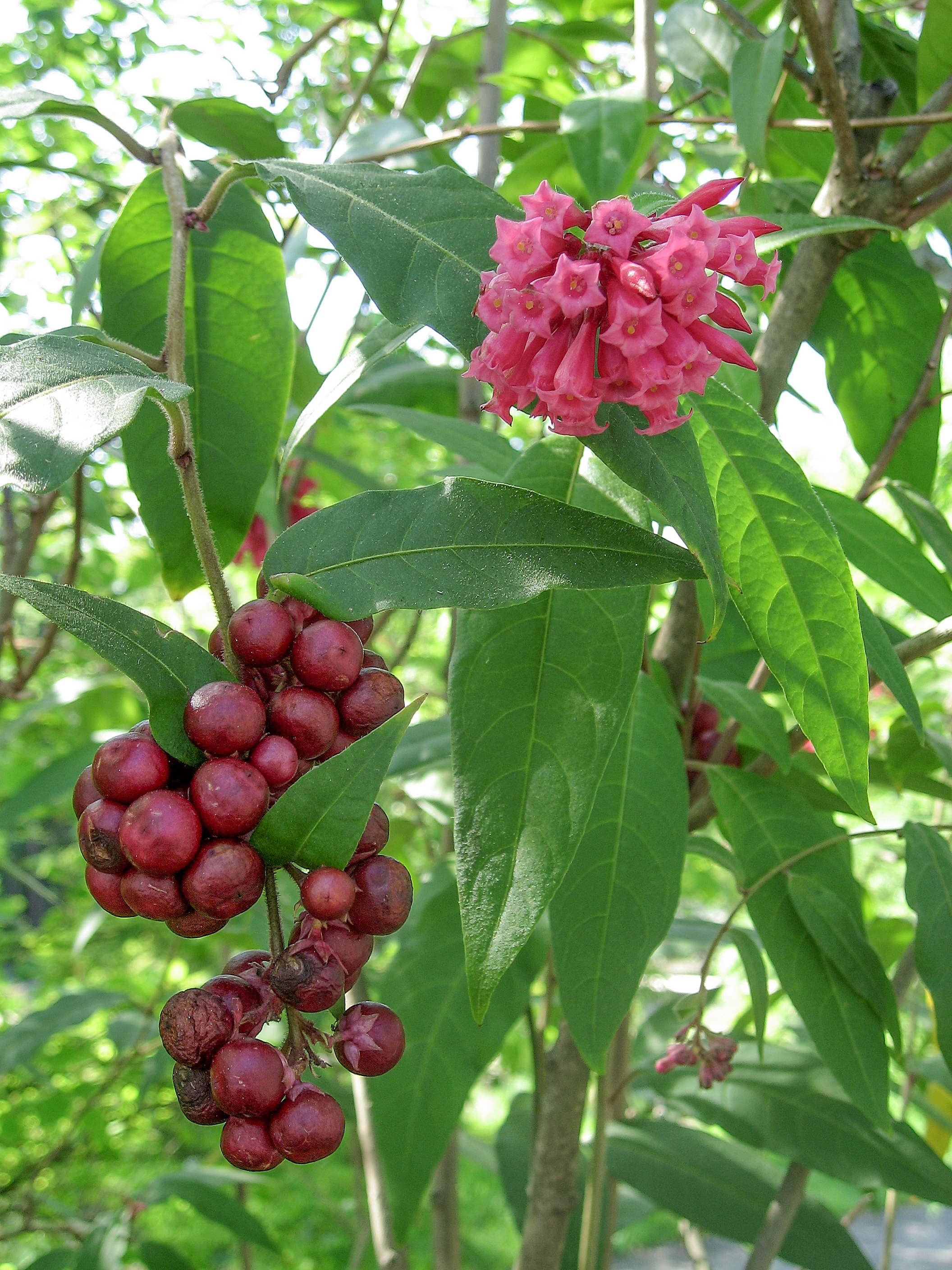
Flores y bayas de Cestrum tomentosum.

Por definición, las bayas tienen un pericarpio carnoso e indehiscente, a diferencia de un pericarpio seco y dehiscente. Los fósiles muestran que las primeras plantas con flores tenían frutos secos; los frutos carnosos, como las bayas o las drupas, sólo aparecieron hacia el final del Período Cretácico o el principio del Período Paleógeno, hace unos 66 millones de años. La creciente importancia de la dispersión de semillas por parte de los vertebrados frugívoros, tanto mamíferos como aves, puede haber impulsado la evolución de los frutos carnosos. Otra posibilidad es que la dirección causal sea la contraria. Los frutos carnosos grandes están asociados a hábitats húmedos con copas de árboles cerradas, donde la dispersión por el viento de los frutos secos es menos eficaz. Estos hábitats eran cada vez más comunes en el Paleógeno y el cambio asociado en el tipo de fruta puede haber llevado a la evolución de la alimentación de frutas en mamíferos y aves.
El tipo de fruto se ha considerado un carácter útil en la clasificación y en la comprensión de la filogenia de las plantas. La evolución de los frutos con un pericarpio similar a una baya se ha estudiado en una amplia gama de familias de plantas con flores. Se han demostrado regularmente transiciones repetidas entre pericarpios carnosos y secos. Una familia bien estudiada es la de las Solanaceae, debido a la importancia comercial de frutos como los tomates, los pimientos y las berenjenas. Cápsulas, que son frutos secos dehiscentes, parecen ser la forma original del fruto en los primeros miembros divergentes de la familia. Las bayas han evolucionado entonces al menos tres veces: en Cestrum, Duboisia, y en la subfamilia Solanoideae. Estudios anatómicos y de desarrollo detallados han demostrado que las bayas de Cestrum y las de las Solanoideae son significativamente diferentes; por ejemplo, la expansión del fruto durante el desarrollo implica divisiones celulares en el mesocarpio en las bayas de las Solanoideae, pero no en las bayas de Cestrum.
Cuando se estudiaron los frutos descritos como bayas en la familia Melastomaceae, se comprobó que su estructura era muy variable, siendo algunos blandos con un endocarpio que se rompía pronto, mientras que otros tenían un endocarpio duro y persistente, incluso leñoso en algunas especies. Los frutos clasificados como bayas no son, pues, necesariamente homólogos, con la parte carnosa derivada de diferentes partes del ovario, y con otras diferencias estructurales y de desarrollo. La presencia o ausencia de bayas no es una guía fiable para la filogenia. De hecho, el tipo de fruto en general ha demostrado ser una guía poco fiable para las relaciones de las plantas con flores.

## Frutos parecidos a las bayas
Muchas frutas comúnmente denominadas bayas no son realmente bayas según la definición científica, sino que entran en una de las siguientes categorías:

### Drupas
Las drupas se distinguen de forma variable de las bayas botánicas. Las drupas son frutos carnosos producidos a partir de un ovario (normalmente) de una sola semilla con una capa leñosa dura (llamada endocarpo) que rodea la semilla. Algunos ejemplos conocidos son las frutas de hueso del género Prunus (melocotónes, ciruelas y cereza), aceitunas, coco, dátiles, laurel y las especies de Persea'. Algunas definiciones hacen que la mera presencia de un endocarpo internamente diferenciado sea la característica definitoria de una drupa; otras califican la naturaleza del endocarpo requerida en una drupa, por ejemplo definiendo que las bayas deben tener un endocarpio de menos de 2 mm de grosor. El término "drupáceo" se utiliza para los frutos que tienen la estructura y la textura general de una drupa, sin cumplir necesariamente la definición completa. Otros frutos parecidos a las drupas con una sola semilla que carecen del endocarpio pétreo son el espino cerval de mar (Hippophae rhamnoides, Elaeagnaceae), que es un aquenio, rodeado por un hipanto hinchado que proporciona la capa carnosa. Los frutos de las especies de Coffea se describen como drupas o bayas.

### Pomo
Los frutos en forma de pomo producidos por las plantas de la subtribu Pyrinae de la familia Rosaceae, como las manzanas y las peras, tienen una estructura (el núcleo) en la que un tejido duro separa claramente las semillas del pericarpio exterior más blando. Las pompas no son bayas. Sin embargo, algunas de las pompas más pequeñas se denominan a veces como bayas. Amelanchier las pompas se vuelven tan blandas en la madurez que se asemejan a un arándano y se conocen como Juneberries, serviceberries o Saskatoon berries.

### Frutos compuestos
Los frutos agregados o compuestos contienen semillas de diferentes ovarios de una sola flor, con los "frutitos" individuales unidos en la madurez para formar el fruto completo. Ejemplos de frutos agregados comúnmente llamados "bayas" incluyen miembros del género Rubus, como la mora y la frambuesa. Botánicamente, estos no son bayas. Otros grandes frutos agregados, como la guanábana (Annona muricata), no suelen llamarse "bayas", aunque algunas fuentes utilizan este término.

### Frutas múltiples
Los frutos múltiples no son bayas botánicas. Las frutas múltiples son los frutos de dos o más flores múltiples que se fusionan o se empaquetan estrechamente. La mora es un ejemplo de baya de una fruta múltiple; se desarrolla a partir de un racimo de pequeñas flores separadas que se comprimen a medida que se desarrollan en la fruta.

### Frutas accesorias
Las frutas accesorias no son bayas botánicas. En las frutas accesorias, la parte comestible no es generada por el ovario. Los ejemplos similares a las bayas incluyen:
- Fresa - el agregado no carnoso de aquenios en su exterior es en realidad el "fruto", derivado de un agregado de ovarios; la parte carnosa se desarrolla en cambio a partir del receptáculo.
- Fresa falsa (Duchesnea indica) - estructurada como una fresa.
- Uva de mar (Coccoloba uvifera; Polygonaceae) - el fruto es una cápsula seca rodeada de un cáliz carnoso.

## Usos

### Culinario

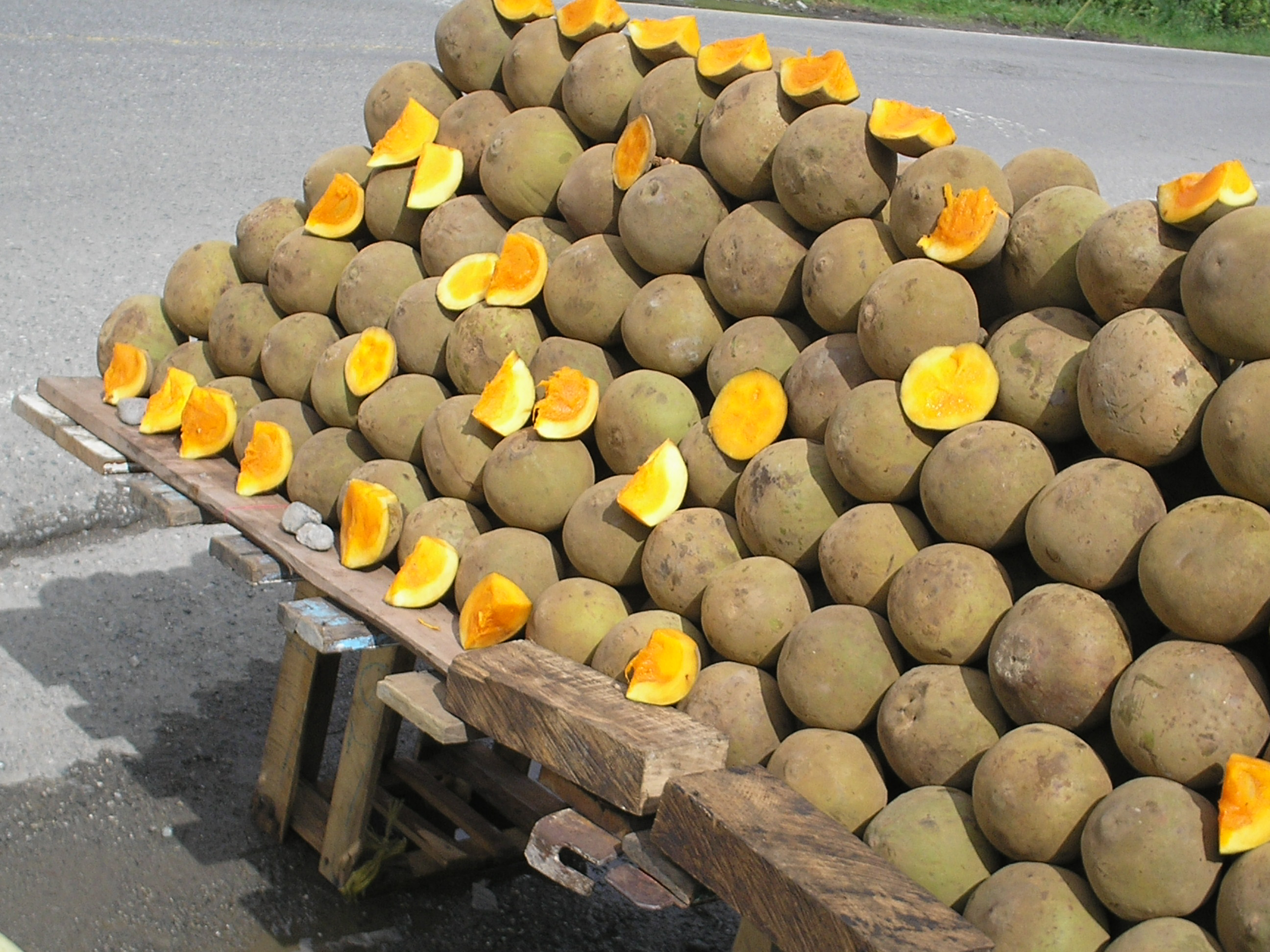
Un tipo de zapote expuesto para su venta (Matisia cordata).

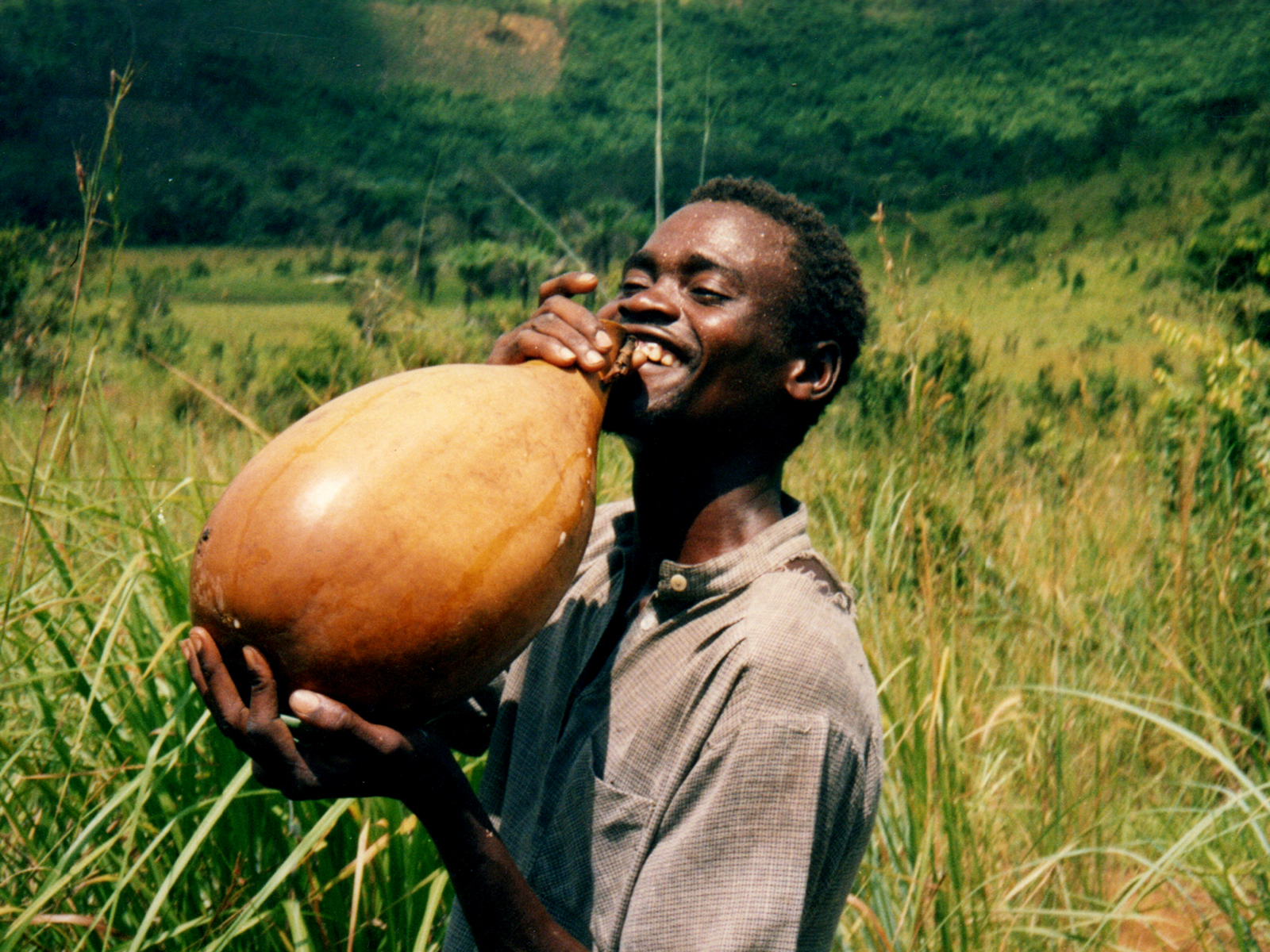
Calabaza utilizada para contener vino de palma en la Provincia de Bandundu, República Democrática del Congo.

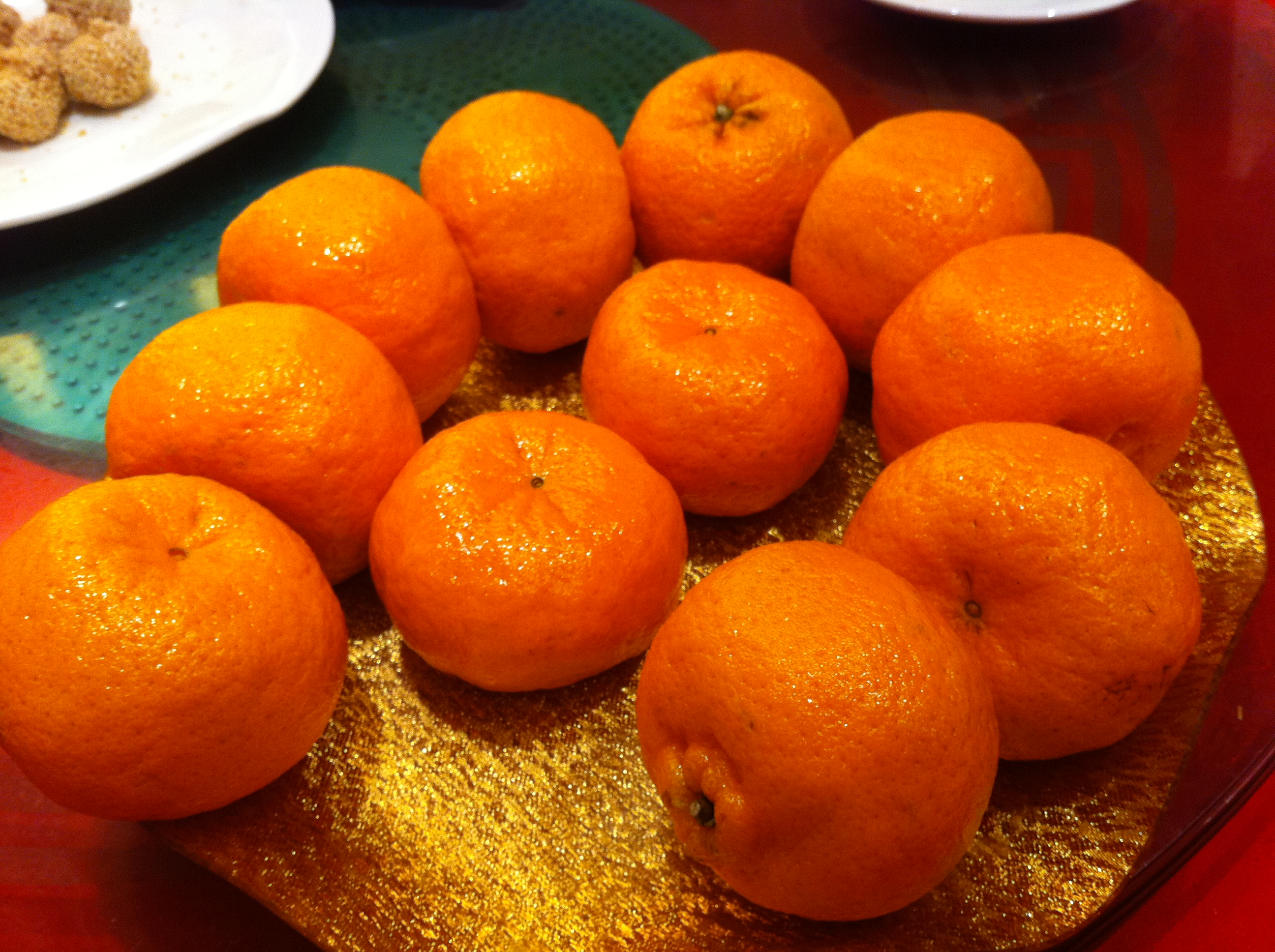
Las mandarinas, aquí servidas en un restaurante de Hong Kong, se encuentran entre los cítricos cultivados más antiguos.

Las bayas, definidas de forma imprecisa, han sido valiosas como fuente de alimento para los seres humanos desde antes del inicio de la agricultura, y siguen estando entre las principales fuentes de alimento de otros primates. Las bayas definidas botánicamente con usos culinarios incluyen:
- Bayas en el sentido más estricto: incluyendo plátanos y bananas, arándanos, arándanos rojos, bayas de café, grosellas, grosellas rojas, negras y blancas, tomates, uvas y pimientos (Capsicum frutos).
- Hesperidia: cítricos, incluyendo naranjas, limones y limas.
- Pepos: cucurbitáceas, como calabazas, pepinos, melones y sandías.

Algunas bayas son de colores vivos, debido a pigmentos vegetales como las antocianinas y otros flavonoides. Estos pigmentos se localizan principalmente en la superficie exterior y en las semillas. Dichos pigmentos tienen propiedades antioxidantes in vitro, pero no hay pruebas fiables de que tengan funciones antioxidantes o cualquier otra función útil dentro del cuerpo humano. En consecuencia, no está permitido afirmar que los alimentos que contienen pigmentos vegetales tienen un valor antioxidante para la salud en las etiquetas de los productos en Estados Unidos o Europa.
Algunas especias se preparan a partir de bayas. La Pimienta de Jamaica se elabora a partir de las bayas secas de la Pimenta dioica. Los frutos (bayas) de diferentes cultivaress de Capsicum annuum se utilizan para hacer pimentón (ligeramente picante), chile (picante) y cayena (muy picante).

### Otros
Los pepos, que se caracterizan por una corteza exterior dura, también se han utilizado como recipientes retirando la pulpa interior y las semillas y secando después el exocarpio restante. El nombre inglés de Lagenaria siceraria, "calabaza de botella", refleja su uso como contenedor de líquidos.
Algunas bayas verdaderas también se han utilizado como fuente de tinte. En Hawái, éstas incluían bayas de una especie de Dianella, utilizadas para producir azul, y bayas de la belladona negra (Solanum americanum), utilizadas para producir verde.

### Historia
Las bayas de las cucurbitáceas o pepos, en particular de Cucurbita y Lagenaria, son las primeras plantas de las que se tiene constancia de su domesticación - antes del 9.000-10.000 BP en América, y probablemente hacia el 12.000-13.000 BP en Asia. Los pimientos fueron domesticados en Mesoamérica hacia el 8.000 BP. Muchas otras plantas cultivadas tempranamente también eran bayas según la definición botánica estricta, incluyendo las uvas, domesticadas hacia el 8.000 BP y de las que se sabe que se utilizaban en la producción de vino hacia el 6.000 BP.
Los plátanos se domesticaron por primera vez en Papúa Nueva Guinea y en el Sudeste Asiático. [Las evidencias arqueológicas y paleoambientales de Kuk Swamp en la provincia de Western Highlands de Papúa Nueva Guinea sugieren que el cultivo del plátano se remonta al menos a 7.000 años antes de Cristo, y posiblemente a 10.000 años antes de Cristo.
La historia del cultivo de citrus sigue sin estar clara, aunque algunas investigaciones recientes sugieren un posible origen en Papuasia y no en el sudeste asiático continental. Los documentos chinos muestran que las mandarinas y los pomelos estaban establecidos en el cultivo allí hacia el 4200 a. C.

### Producción comercial

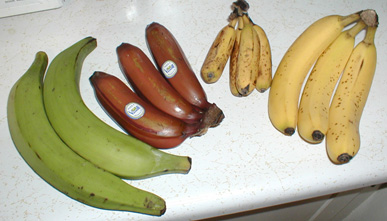
Cuatro cultivares de plátano y banana

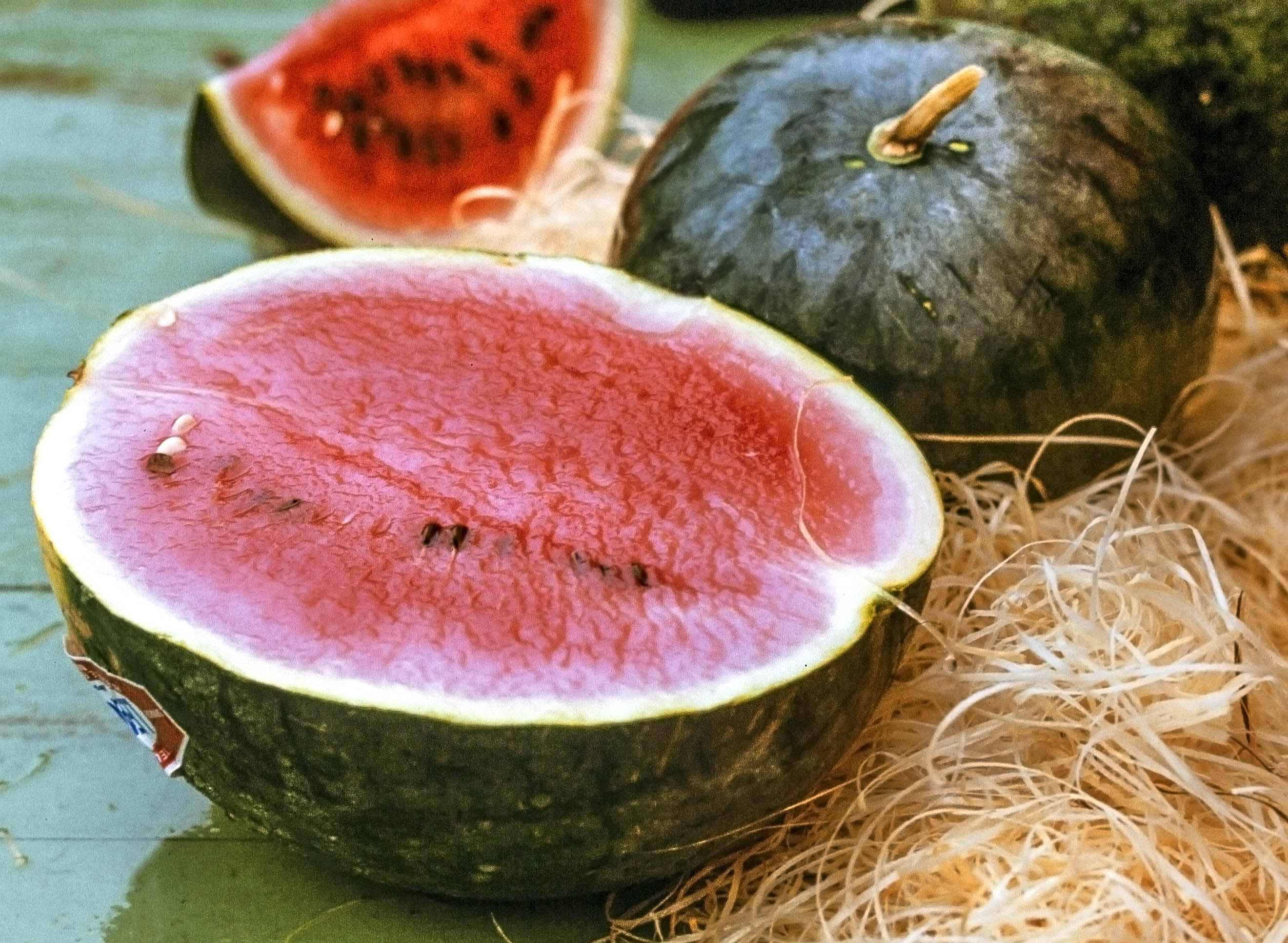
Sandía

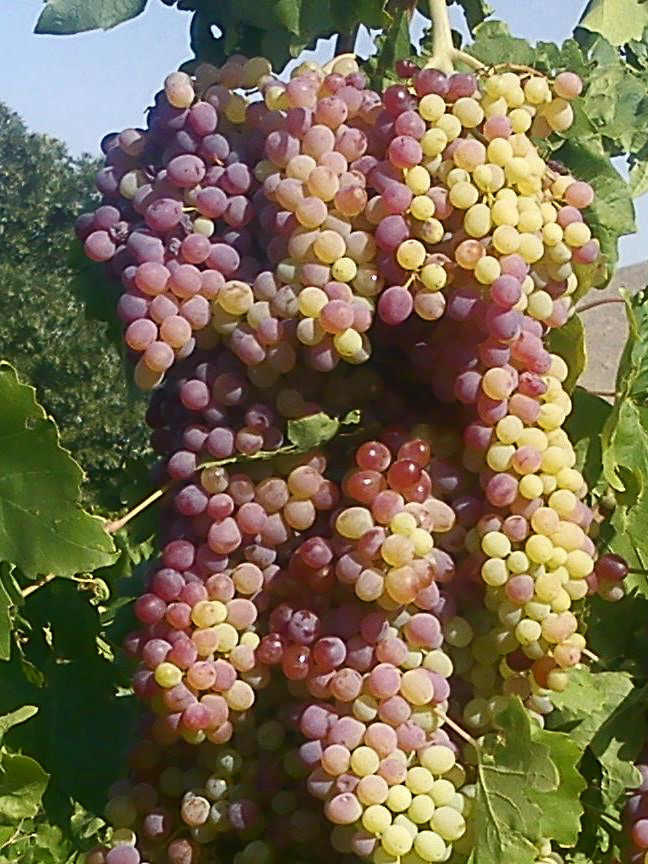
Uvas

Según los datos de la FAOSTAT, en 2013 cuatro de los cinco principales cultivos frutales en términos de producción mundial por peso eran bayas botánicas. El otro era una pepita (manzanas). (Los datos de cantidad de producción de 2013 para el total mundial de todos los artículos se descargaron en una hoja de cálculo de FAOSTAT. Se conservaron los artículos codificados del 486 al 626, correspondientes a las frutas. Se combinaron los datos de plátanos y bananas, ya que estos no se distinguen en todos los países. También se combinaron los datos de todos los cítricos, ya que algunos países proporcionan datos bajo un epígrafe general de "cítricos". La tabla resultante se ordenó y se utilizaron las cinco primeras entradas.)
| Nombre             | Miles de toneladas | Tipo de fruta      |
| ------------------ | ------------------ | ------------------ |
| Bananas & plátanos | 144,592            | Baya               |
| Cítricos†          | 135,761            | Baya (hesperidium) |
| Melones            | 109,279            | Baya (pepo)        |
| Manzanas           | 80,823             | Poma               |
| Uvas               | 77,181             | Baya               |

†Los cítricos, incluyen (aunque no son los únicos) naranjas, limones, limas, toronja (incluye pomelos), mandarinas, clementinas y satsumas. Las naranjas constituyen el 53% del total.
According to FAOSTAT, in 2001, bananas (including plantains) and citrus comprised over 25% by value of the world's exported fruits and vegetables, citrus fruits being more valuable than bananas. Export quantities of fruit are not entirely comparable with production quantities, since slightly different categories are used. The top five fruit exports by weight in 2012 are shown in the table below. The top two places are again occupied by bananas and citrus.(Los volúmenes de exportación mundiales del 2012 para todos los frutos han sido tomados de FAOSTAT. En cuanto a la producción, los ítems con los códigos 486 a 626 (pero exluyendo el 564 vino, not present in the production data) were retained. Los datos de bananas y plátanos han sido combinados, lo mismo que la información de los cítricos.)
| Nombre             | Miles de toneladas | Tipo de fruta      |
| ------------------ | ------------------ | ------------------ |
| Bananas & plátanos | 19,725             | Baya               |
| Cítricos†          | 15,262             | Baya (hesperidium) |
| Manzanas           | 8,271              | Poma               |
| Fruta preparada‡   | 7,120              | –                  |
| Uvas               | 4,051              | Baya               |

†Los cítricos comprenden naranjas, limones, limas, toronja (incluidos pomelos),  mandarinas, clementinas y satsumas. Las naranjas representan el 43% del total.

‡Fruto preparado se refiere a "fruto, nueces y cáscara, incluido congeladas, preparadas o preservadas, dulce, pasta, mermelada, puré y frutas cocidas, además de las ya indicadas previamente".